# Oznaczenia wagonów osobowych
Oznaczenia literowe wagonów osobowych używane przez Polskie Koleje Państwowe (PKP).

## Wagony osobowe
Zgodnie z wymaganiami w zakresie dopuszczalnych form oznaczenia literowych serii i indeksu taboru pasażerskiego, określonych w obowiązującym Dodatku P - część 13 do Decyzji Komisji Unii Europejskiej z dnia 12 maja 2011 roku w sprawie specyfikacji technicznej dla interoperacyjności w zakresie podsystemu "Ruch kolejowy" transeuropejskiego systemu kolei konwencjonalnych (Dziennik Urzędowy Unii Europejskiej L 144), prezes Urzędu Transportu Kolejowego uzgodnił do stosowania następujące oznaczenia literowe serii i indeksu o znaczeniu krajowym i międzynarodowym dla wagonów pasażerskich.
Litery oznaczenia serii o znaczeniu międzynarodowym.
- A – Wagon osobowy 1 klasy z siedzeniami,
- B – Wagon osobowy 2 klasy z siedzeniami,
- AB – Wagon osobowy 1/2 klasy z siedzeniami,
- WL - Wagon sypialny z oznaczeniem literowym serii A, B lub AB zależnie od rodzaju oferowanych miejsc. Oznaczenie serii dla wagonu sypialnego z przedziałami "specjalnymi" posiada dodatkowo literę indeksu "S",
- WR - Wagon restauracyjny,
- R - Wagon osobowy z wagonem restauracyjnym, bufetem lub przedziałem barowym (dodatkowo używana litera oznaczenia serii),
- D - Wagon bagażowy,
- DD - Odkryty, 2-poziomowy wagon do przewozu samochodów
- Post - Wagon pocztowy
- AS, SR, WG - Wagon barowy dansingowy
- WSP - Wagon osobowy luksusowy
- Le - Odkryty, 2 osiowy, 2-poziomowy wagon do przewozu samochodów
- Leq - Odkryty, 2-osiowy, 2-poziomowy wagon do przewozu samochodów z kablem zasilania
- Laeq - Odkryty, 3-osiowy, 2-poziomowy wagon do przewozu samochodów z kablem zasilania

Litery oznaczenia serii o znaczeniu krajowym.
- BD – Wagon osobowy 2 klasy z przedziałem bagażowym,
- S – Wagon  specjalnego przeznaczenia (służbowy, socjalny, salonowy, itp.),

Litery indeksu o znaczeniu międzynarodowym.
- b*), h - Wagon przystosowany do przewozu pasażerów niepełnosprawnych,
- c - Przedziały z siedzeniami zamienianymi na miejsca do leżenia
- v*), d - Pojazd przystosowany do przewozu rowerów
- z*), ee - Pojazd wyposażony w centralne zasilanie
- f - Wagon z kabiną maszynisty (wagon sterowniczy)
- p*), t - Wagon osobowy z miejscami siedzącymi, z przejściem środkowym
- m - Pojazd o długości powyżej 24,5 m
- s - Przejście środkowe w wagonach bagażowych i osobowych z przedziałem bagażowym

*) znaki wybrane do stosowania przez "Przewozy Regionalne" spółka z o.o. i "PKP Intercity" Spółka Akcyjna
Litery indeksu o znaczeniu krajowym.
- a - wagon specjalnego przeznaczenia, salonowy
- e - wagon z przedziałami klasy biznes
- k - wagon specjalnego przeznaczenia, socjalny
- n - ogrzewanie nawiewne
- o - wagon z przewodem zdalnego sterowania (np. zamykania drzwi, oświetlenia elektrycznego)
- u - wagon wyposażony w mechanizmy do zdalnego zamykania drzwi i posiadający możliwość zdalnego sterowania oświetleniem
- x - wagon piętrowy

Powyższe nie zwalnia dysponenta z uzgadniania oznaczenia literowego charakterystyki technicznej pojazdu dla każdego pojazdu kolejowego.
Od dnia 2 czerwca 2009 r. wprowadza się do stosowania, oznaczenie dotyczące liczby przedziałów w wagonach pasażerskich.
Oznaczenie jak wyżej posiada postać indeksu górnego, umiejscowionego bezpośrednio po ostatniej literze oznaczenia literowego serii wagonu pasażerskiego. Oznaczenie powinno być umieszczone na każdym wagonie pasażerskim, z wyjątkiem wagonów: restauracyjnych, pocztowych, bagażowych, bagażowo-pocztowych, wagonów specjalnego znaczenia (tj. służbowych, socjalnych, salonowych, konferencyjnych, dyskotekowych, barowych, kinowych, wideo i do przewozu chorych) oraz wagonów do przewozu samochodów. 
Sposób oznaczenia liczby przedziałów w wagonach pasażerskich został określony w Decyzji Komisji Unii Europejskiej z dnia 12 maja 2011 r. w sprawie specyfikacji technicznej dla interoperacyjności w zakresie podsystemu „Ruch Kolejowy” transeuropejskiego systemu kolei konwencjonalnych (Dziennik Urzędowy Unii Europejskiej L 144), strona 62 Dodatku P „Nanoszenie numeru i towarzyszącego oznaczenia literowego na pudło pojazdu” do ww. Decyzji:
F-SNCF 61 87 20-72 021-7
```
         B10tu
```

Podany przykład przedstawia sposób nanoszenia numeru wagonu pasażerskiego klasy 2 na ścianie bocznej pojazdu. Oznaczenie ilości przedziałów w tym przypadku posiada formę indeksu górnego: „10”.
Po 1968 wprowadzono ujednolicony system znakowania wagonów osobowych, składający się z 12 cyfr i zespołu liter:
- A – pasażerski 1 klasy,
- B – pasażerski 2 klasy,
- AB – pasażerski 1 i 2 klasy,
- AJ - pasażerski 1 klasy z barem,
- BD - pasażerski 2 klasy z przedziałem bagażowym,
- D - bagażowy,
- DP - bagażowo-pocztowy,
- P - pocztowy,
- WLA - sypialny 1 klasy
- WLB - sypialny 2 klasy
- WLAB - sypialny 1 i 2 klasy,
- I - restauracyjny,
- M - do przewozu chorych,
- N - do przewozu więźniów,
- Z - ogrzewczy

Do 1968 używano kodu literowego:
- A - osobowy 1 klasy,
- B - osobowy 2 klasy,
- As - salonowy "salonka"
- F - bagażowy,
- G - pocztowy,
- Fg - pocztowo-bagażowy,
- H - do przewozu chorych,
- I - restauracyjny,
- L - sypialny,
- N - do przewożenia więźniów,
- O - ogrzewczy.

Małe litery umieszczone po dużych oznaczały:
- xx - sześcioosiowy,
- x - czteroosiowy,
- y - trzyosiowy,
- i - dwuosiowy,
- f - z fotelami zamiast kanap,
- h - z harmoniami z obu końców wagonów,
- g - z przedziałem do przewożenia poczty,
- m - z częścią przeznaczoną na magazyn,
- o - z miejscami do leżenia (kuszetka),
- r - częściowo z przedziałami zamykanymi i bocznym korytarzem, częściowo z przedziałami otwartymi,
- t - przebudowany z towarowego,
- u - oparcia kanap mogą być unoszone po odkręceniu od ścian,
- z - przedziały zamykane, korytarz boczny, drzwi w ścianach czołowych i urządzenia do przejścia pomiędzy wagonami.